# پیتا (کالیفرنیا)
پیتا (به انگلیسی: Pieta) یک منطقهٔ مسکونی در ایالات متحده آمریکا است که در شهرستان مندوسینو، کالیفرنیا واقع شده‌است. پیتا ۱۴۵ متر بالاتر از سطح دریا واقع شده‌است.